# Java Message Service
Java Message Service of JMS is een Java API die deel uitmaakt van J2EE. JMS is een abstractie van een messaging systeem en kan worden gebruikt om een Java applicatie gebruik te laten maken van alle messaging middleware die een JMS API heeft. JMS is voor messaging wat JDBC is voor databases.
JMS is in zoverre een belangrijk onderdeel van de J2EE dat JMS min of meer de kern is van J2EE's mogelijkheid om als EAI-technologie te dienen. Door aan te kunnen sluiten op messaging-technologie (zeer populair bij mainframes en vergelijkbare technologie) wordt het mogelijk om J2EE-applicaties te gebruiken om, met relatief gemak, oudere klassen van applicaties te ontsluiten en in te voegen in het moderne ICT-landschap van een bedrijf.